# 変幻三日月丸
『変幻三日月丸』（へんげんみかづきまる）は、1959年3月4日から1960年2月4日までフジテレビで放送されていた松竹製作の時代劇である。旭電化工業（現・ADEKA）の一社提供。全48話。放送時間は毎週木曜 19:30 - 20:00 （日本標準時）。

## 概要
フジテレビの開局直後にスタートした児童向けの時代劇。細川氏の陰謀によって父・右近を失った主人公・三日月丸が、さまざまな妖術を駆使して敵と戦う。巨大な刀に乗って飛行する、モーセが起こしたとされる奇跡のように海の水を2つに割るなど、随所に特撮の手法が取り入れられている。
本作は再放送されておらず、ビデオソフト化もされていないが、1988年9月25日放送の『テレビ探偵団』（TBS）で、当日のゲスト・渡辺正行が思い出の作品として挙げたことにより、オープニングと作品本編の映像が流されたことがある。

## 出演者
- 中山大介
- 高木新平
- 中嶋淑恵
- 水上杢太郎
- 井上晴夫
- 天津七三郎
- 松山京子
- 田中好太郎
- 松山容子
- ほか

## スタッフ
- 原作：西川清之
- 脚本：西川清之
- 監督：磯田一雄
- 制作：松竹

## 主題歌
「変幻三日月丸」
作詞：丘灯至夫 / 作曲：堀江貞一 / 編曲：武市昌久 / 歌：大野一夫

## サブタイトル
1. 南海秘宝 (1)
2. 南海秘宝 (2)
3. 南海秘宝 (3)
4. 南海秘宝 (4)
5. 南海秘宝 (5)
6. 仮面の城 (1)
7. 仮面の城 (2)
8. 仮面の城 (3)
9. 仮面の城 (4)
10. 仮面の城 (5)
11. 悪魔往来 (1)
12. 悪魔往来 (2)
13. 悪魔往来 (3)
14. 一眼魔王 (1)
15. 一眼魔王 (2)
16. 一眼魔王 (3)
17. 火と水 (1)
18. 火と水 (2)
19. 火と水 (3)
20. 火と水 (4)
21. 火と水 (5)
22. 鳴門の海賊 (1)
23. 鳴門の海賊 (2)
24. 鳴門の海賊 (3)
25. 鳴門の海賊 (4)
26. 鳴門の海賊 (5)
27. 鳴門の海賊 (6)
28. 逆路の鬼（前編）
29. 逆路の鬼（後編）
30. 母子笛（前編）
31. 母子笛（中編）
32. 母子笛（後編）
33. 幽霊島（前編）
34. 幽霊島（中編）
35. 幽霊島（後編）
36. こうもり谷（前編）
37. こうもり谷（後編）
38. 死の砂丘（前編）
39. 死の砂丘（後編）
40. 渦巻く妖霊（前編）
41. 渦巻く妖霊（中編）
42. 渦巻く妖霊（後編）
43. 京の稲妻（前編）
44. 京の稲妻（中編）
45. 京の稲妻（後編）
46. 新しき稲妻（前編）
47. 新しき稲妻（中編）
48. 新しき稲妻（後編）

## コミカライズ
本作は国としひろによって漫画化され、集英社の『おもしろブック』→『少年ブック』に1959年3月号から1960年新年号まで連載。別冊付録という形での連載だった。またそれと並行して、南村喬が矢野ひろし名義で執筆した漫画単行本『テレビ漫画文庫 20 変幻三日月丸 南海の秘宝』も同じく集英社から出版された。

## 参考資料
- テレビドラマデータベース[どれ?]
- プレミアコレクション・シンカ[要説明]